# Súbela Radio
Súbela es un medio de comunicación digital audiovisual de tendencia en español. La radio se emite vía señal online a través de Internet, por lo que puede ser sintonizada en cualquier parte del mundo. Sus estudios están ubicados en Santiago de Chile, e inició sus transmisiones el 9 de marzo de 2011.
En su web consigna: «Súbela Radio nace el 2011 con la intención de proponer nuevas voces y contenidos. Somos un medio independiente que nace y vive en internet, ocupando herramientas de interacción, que nos permiten tener un diálogo directo con nuestra comunidad. Súbela Radio es un equipo de gente conectados no sólo en lo virtual, sino también en intereses, gustos e ideas. Amamos la música y ponemos las canciones que nos gustan. Creemos que los medios tienen la responsabilidad de crear contenidos que aporten a una sociedad diversa. 
Súbela Radio, en otra sintonía».
Los episodios de sus programas quedan guardados como podcast, tanto en la web de la radio como en Spotify.

## Historia
Súbela se funda en 2011, y sus contenidos abordan temáticas como la política, cultura, música, cine, series, deportes, participación ciudadana, feminismo, LGBTIQA+, entre otros. Su línea musical está basada en música alternativa, independiente, pop y electrónica.
Entre sus principales novedades, destaca la alianza con Radio Public de Estados Unidos, para el uso de la plataforma de pódcast. Súbela, además de radio en línea, contempla una plataforma de pódcast con una amplia oferta de contenidos y un club de socios como sistema de membresía para sus auditores.

## Equipo
- Fundador: Juan Manuel Margotta.
- Co- fundador: Felipe Heusser.
- Directora: Claudia Cayo.
- Voz institucional: Claudia Cayo.
- Locutores: Natalia Valdebenito, Claudia Cayo, Isidora Urzúa, Camila Gutiérrez, Nicolás Montenegro, Fernanda Toledo, Paloma Ríos, Laura Iturrieta, Laura Prieto.
- Locutores anteriores: Rayén Araya, Fabrizio Copano, Curro Guerrero, César Muñoz, Luis Aliste, Nicole Senerman, Vicente Gutiérrez.

## Programas
- «Café con Nata»: De lunes a viernes, 10:00 horas. Es conducido por Natalia Valdebenito desde hace diez años, en el que se revisan noticias de actualidad y entrevistas, siempre con enfoque de género.
- «Es Un Día»: Lunes y miércoles, 11:30 horas.
- «El Chile que viene»: Lunes y Jueves, 20:00 horas. Es conducido por Ignacio Franzani, el programa es de formato entrevista sobre distintas visiones de actualidad y proyecciones del futuro de Chile.
- «La Vitrina»: Jueves a las 11:00 horas conducido por «Lauriturri» (Laura Iturrieta) y «Palipalomaful» (Paloma Ríos). Es transmitido en vivo una vez al mes y revisa tendencias en la industria de la moda, además de invitar a artistas del rubro.[4] «La Vitrina» también cuenta con cápsulas para redes sociales en donde se muestran tiendas de moda chilenas, eventos de moda y armarios de personas relacionadas a la moda.

## Noticias y actualidad
Súbela Radio también tiene un área especializada de noticias, bajo la dirección del periodista Luis Tabilo. Súbela News entrega de manera integral la información de las noticias más importantes del momento, además de infografías explicativas. Súbela News también realiza entrevistas y crónicas, además de publicar columnas de opinión. 
Además, la web tiene otra sección enfocada a la actualidad del mundo pop. Aquí se publican noticias sobre estrenos musicales, novedades de series y cine, festivales de música y más.